# Natatolana hirtipes
Natatolana hirtipes là một loài chân đều trong họ Cirolanidae. Loài này được H. Milne Edwards miêu tả khoa học năm 1840.